# البارجة الألمانية غيسيناو
غيسيناو هي سفينة رئيسة، ويمكن تصنيفها كبارجة، وطراد قتال وهي كانت تابعة لسلاح البحر الألماني النازي. وتعتبر ثاني سفينة لفئة شارنهورست، وتتضمن الفئة سفينة أخرى تسمى بشارنهورست. بُنيت السفينة في حوض كيل، في مصنع دويتشيه فيركه. ووضعت في 6 شباط 1935م، ونزلت للماء في 8 كانون الأول 1936م. واكتملت في شباط 1938م. سُلحت السفينة ببطارية رئيسة، بتسعة أبراج ذات مدفعية ثلاثية من نوع سي/34.